# De Witt (Iowa)
DeWitt és una població dels Estats Units a l'estat d'Iowa. Segons el cens del 2000 tenia 5.049 habitants.

## Demografia
Segons el cens del 2000, DeWitt tenia 5.049 habitants, 2.071 habitatges, i 1.362 famílies. La densitat de població era de 400,3 habitants per km².
Dels 2.071 habitatges en un 33,9% hi vivien nens de menys de 18 anys, en un 53,5% hi vivien parelles casades, en un 10% dones solteres, i en un 34,2% no eren unitats familiars. En el 30% dels habitatges hi vivien persones soles el 15,5% de les quals corresponia a persones de 65 anys o més que vivien soles. El nombre mitjà de persones vivint en cada habitatge era de 2,4 i el nombre mitjà de persones que vivien en cada família era de 3,01.
Per edats la població es repartia de la següent manera: un 27% tenia menys de 18 anys, un 7,4% entre 18 i 24, un 28,5% entre 25 i 44, un 19,5% de 45 a 60 i un 17,7% 65 anys o més.
L'edat mediana era de 37 anys. Per cada 100 dones de 18 o més anys hi havia 83,5 homes.
La renda mediana per habitatge era de 44.720 $ i la renda mediana per família de 54.063 $. Els homes tenien una renda mediana de 37.951 $ mentre que les dones 25.457 $. La renda per capita de la població era de 19.717 $. Entorn del 2,8% de les famílies i el 6,2% de la població estaven per davall del llindar de pobresa.

## Poblacions més properes
El següent diagrama mostra les poblacions més properes.